# 인도네시아의 소리
인도네시아의 소리(인도네시아어: Suara Indonesia)는 인도네시아의 공영 방송이다. 1945년 9월 11일에 인도네시아의 수도 자카르타(Jakarta)에서 개국하였다. 인도네시아어, 영어 등 총 8개의 언어로 방송하고 있다. 영문표기로 Voice of Indonesia(약칭 VOI) 라고도 한다.

## 연혁
- 1945년 9월 11일 인도네시아의 소리 방송 개국.
- 2000년 인도네시아의 소리가 국영 방송에서 공영 방송으로 전환함.
- 2003년 9월 11일 한국어 방송 개국.
- 일자 미상 한국어 방송 폐지.

## 한국어 방송
인도네시아의 소리 한국어 방송은 2003년 9월 11일에 시작하였으나, 현재 폐지되었다. 처음에는 이영주 아나운서가 방송을 전담하였으나, 퇴사하여서 현재는 현지인이 방송을 진행하고 있다. 현지인이 방송을 진행하는 관계로 발음이 좋지 않다. 단파와 FM으로 매일 한 시간씩 한반도와 자카르타 시내를 향해 방송하고 있다.

## 한국어 방송 주파수
- 매일 1시간 방송

| 한국 표준시 | 서부 인도네시아 표준시 | 단파 주파수    | FM 주파수 |
| 21:00~22:00 | 19:00~20:00            | 3325, 4750 kHz | 89.1 mHz  |

## 방송 언어
- 인도네시아어 (2시간)
- 한국어 (1시간) (폐지)
- 중국어 (1시간)
- 일본어 (30분)
- 아랍어 (1시간)
- 태국어 (30분) (폐지)
- 영어 (3시간)
- 독일어 (1시간)
- 스페인어 (2시간)
- 프랑스어 (1시간)

## 주소
Jl. Medan Merdeka Barat No. 4-5 JAKARTA 10110 INDONESIA